# وحی (آلبوم)
وحی (به انگلیسی: The Oracle) نام پنجمین آلبوم رسمی گروه هوی متال امریکایی گادسمک است. این آلبوم به تهیه‌کنندگی دیو فورتمن و سالی ارنا صورت گرفت. اولین تک‌آهنگ این آلبوم گریان همانند هرزه‌ای در تاریخ ۲۳ فوریه ۲۰۱۰ منتشر شد.

## فهرست آهنگ‌ها
1. گریان همانند هرزه‌ای
2. قدیسان و گنه کاران
3. جنگ و صلح
4. عشق-تنفر-سکس-رنج
5. چه خواهد شد اگر؟
6. اهتزاز شیطان
7. روز مناسب برای مردن
8. شرمسار ابدی
9. سایه یک روح
10. وحی

### عناوین انگلیسی
1. Cryin' Like A Bitch
2. Saints And Sinners
3. War and Peace
4. Love-Hate-Sex-Pain
5. What If?
6. Devil's Swing
7. Good Day To Die
8. Forever Shamed
9. Shadow Of A Soul
10. The Oracle

## پدید آورندگان
- سالی ارنا: آواز - ریتم گیتار - تهیه کننده
- تونی رامبولا: لید گیتار
- رابی مریل: بیس گیتار
- شنون لارکین: درامز
- دیو فورتمن: تهیه کننده
- باب لودویگ: مسترینگ، میکس

## لینک‌های مرتبط
- www.godsmack.com
- www.rockpit.com